# Distretto di Dei
Il distretto di Dei, in inglese Dei District, è un distretto della Papua Nuova Guinea appartenente alla Provincia degli Altopiani Occidentali. Ha una superficie di 576 km² e 41.000 abitanti (stima nel 2000)